# Иксоровые
Иксоровые (лат. Ixoroideae) — подсемейство деревьев и кустарников семейства Мареновые (Rubiaceae). Типовой род — Иксора (Ixora). От прочих мареновых отличаются строением трихом, семенной кожуры, пыльцевых зёрен и особым механизмом опыления. Произрастают в тропиках Старого и Нового Света. Важнейшими представителями являются кофе, иксора, рандия, паветта.

## Опыление
Длиннотрубчатые цветки иксоровых протандричны. Вскрывание интрорзных пыльников происходит ещё до распускания цветка, при этом пыльца высыпается из пыльников во внутреннюю сторону, по направлению к пестику и остаётся на наружной поверхности его рыльца, непосредственно прилегающей к пыльникам. После распускания цветка эта пыльца переносится опыляющими их бабочками на те цветки, рыльца которых уже в зрелой стадии. После этого цветок дозревает и находится в женской стадии несколько дней.

## Классификация
По данным сайта GRIN, подсемейство, насчитывающее 139 родов, разделено на следующие трибы:
- Alberteae
- Aleisanthieae
- Bertiereae
- Coffeeae
- Condamineeae
- Cremasporeae
- Crossopterygeae
- Greeneeae
- Ixoreae
- Jackieae
- Mussaendeae
- Octotropideae
- Pavetteae
- Posoquerieae
- Retiniphylleae
- Sabiceeae
- Sipaneeae
- Vanguerieae